# Municipio de El Grullo
El municipio de El Grullo es un municipio del Estado mexicano de Jalisco. Su nombre procede de la abundancia de grullas en el valle es una especie de ave semiacuática llamada "grulla" en los terrenos pantanosos que alguna vez existieron en esta región. También se conoce la hacienda el zacate dio nombre a la hacienda "zacate grullo" establecida en los comienzos de este lugar. Posterior a la reforma agraria es cuando desaparece el hacendado y se convierte en municipio, anteponiendo el artículo "EL" que da finalmente el nombre como lo conocemos.
El Grullo se localiza al suroeste del Estado de Jalisco. Pertenece a la región Sierra de Amula. Sus coordenadas extremas son de los 19° 41’ 30" a los 19° 53’ 50" de latitud norte y de los 104° 19’ 35" a los 104° 53’ 50" de longitud oeste. Con una altitud promedio de 800 metros sobre el nivel del mar.
Actualmente El Grullo pertenece a la Zona Metropolitana de Autlán,  conformada por los municipios de Autlan de Navarro, El Limón y El Grullo, la cual abarca un total de 1017 km² con un total de población de 90 263 mil habitantes (2015) y siendo la cabecera de la misma la ciudad de Autlán de la Grana.

## Heráldica oficial
El Grullo cuenta con un escudo en forma francesa, con tres cuarteles en fondo azul; el primer cuartel (arriba izquierda) muestra la imagen de una partitura musical con guirnaldas de sinople unidas al centro con una cinta de gules; en el segundo cuartel cuartel (arriba derecha) se muestran varios frutos: calabaza, maíz, y caña de azúcar; el tercer cuartel (inferior) un lago con zacate grullo y una grulla blanca erguida sobre el agua.
El blasón está rodeado por una bordura en color oro con las palabras: SALVE, FERAZ, VALLE en negro. En la parte superior del escudo se aprecia la silueta en color negro, de la parroquia de Santa María de Guadalupe, con lambrequines, en sinople, como guías con frutas del valle que descienden hasta un tercio del 'blasón'. 

### Significado del escudo
La partitura es una representación de la vocación musical presente en la población; la guirnalda hace alusión a los músicos laureados que son oriundos de la ciudad; el valle de El Grullo es una población agrícola dependiente de esta actividad y los frutos representan los cultivos tradicionales, existentes y las productos que han dejado huella en los anales del municipio.
La hierba que aparece en el escudo llamado zacate grullo es el que da origen al nombre de la ciudad. Pero a pesar de aparecer en el escudo la grulla, es importante resaltar que esta ave está presente sólo como figura decorativa, pues no existe prueba alguna de que ésta gruiforme haya habitado la región.
La silueta de la parroquia está incluida en el escudo por ser la construcción arquitectónica más antigua y la más representativa del municipio; asimismo la imagen es una alusión a la tradición católica presente en esta ciudad.
La leyenda que se lee en la bordura del escudo: SALVE, FERAZ, VALLE es un saludo en forma de ofrenda y rezo a la fertilidad del suelo.
Los colores azul y oro son una reproducción de los colores del escudo del estado de Jalisco.
La elaboración del escudo estuvo a cargo del Comité Pro-Festejos del 75° aniversario de municipio, acción que fue presidida por el Dr. Pedro Rubio Sánchez y realizado por Octavio Morales ; el escudo fue oficialmente aprobado 23 de septiembre de 1987.

## Historia
La región que hoy ocupa El Grullo fue conquistada en el año 1524 por el capitán, explorador y militar español Francisco Cortés de San Buenaventura, sobrino del que fue conquistador de México Hernán Cortés.
El Grullo perteneció al señorío de Autlán de Navarro, que al arribo de los conquistadores gobernaba Capaya. Los primeros pobladores que hubo en el valle de origen huichol y zapoteco se asentaron cerca del arroyo El Colomo. Tiempo después, los pocos habitantes que aún vivían en el asentamiento original del poblado, en las cercanías del arroyo El Colomo, emigraron a un lugar cercano que al paso de los años sería la Hacienda de Zacate Grullo, llamada así por la hierba con ese nombre que crecía en sus pantanos. Ya por principios de 1800 arribó el primer grupo de personas Zacapala, quedando formado y asentado el núcleo de la población alrededor del año 1830.
Por decreto número 915, publicado el 29 de septiembre de 1900, la congregación de El Grullo fue elevada a comisaría Política y Judicial; perteneciendo aún al 6° cantón de Autlán.
Al paso de los años y con un crecimiento de la población, la comisaría de El Grullo fue elevada a la categoría de municipio el 13 de diciembre de 1912, según decreto número 1528 publicado el 14 de diciembre de 1912; siendo esa la fecha oficial del nacimiento de El Grullo como un municipio más del Estado de Jalisco, anexándose las poblaciones de El Limón y El Aguacate, pero siendo El Grullo la cabecera municipal.
Fue el 1 de enero de 1913 cuando inició sus labores el primer Ayuntamiento que tuvo este municipio siendo presidente Urbano Rosales.
Posteriormente en el año de 1921, el Congreso del Estado y bajo el decreto número 2069, que fue publicado el 21 de junio de ese mismo año, la población de El Limón es elevada a la categoría de municipio, separándose así de su homólogo.
Años más adelante y bajo el decreto estatal número 7780, publicado el 27 de diciembre de 1962, se le otorga al municipio el título de ciudad, como reconocimiento al patriotismo, laboriosidad y civismo del congénere de habitantes de El Grullo.
A pesar de que El Grullo es un municipio relativamente joven, tiene identidad e historia, siendo una población afable y abierta a recibir a cualquier persona que quiera disfrutar de su hospitalidad.

## Descripción geográfica
El municipio de El Grullo se localiza en la región Sierra de Amula del estado de Jalisco. Sus municipios colindantes son Ejutla, El Limón, Tuxcacuesco, Autlán de Navarro y Unión de Tula. Tiene una extensión territorial de 142.05 kilómetros cuadrados.
Su cabecera municipal se localiza en las coordenadas 19°48′18.72″ latitud norte y - 104°13′0.84″ de longitud oeste, a una altitud de 876 metros sobre el nivel del mar (msnm). El territorio municipal, tiene alturas entre los 840 y 1,760 msnm; y una pendiente predominantemente plana menor a 5 grados.

## Medio físico
El 52.5% del municipio tiene terrenos planos, es decir, con pendientes menores a 5° y la roca predominante son suelos aluviales (49.2%) formados por el depósito de materiales sueltos, provenientes de rocas preexistentes, que han sido transportados por corrientes superficiales de agua. 
El suelo predominante es feozem (36.6%), se presenta en cualquier tipo de relieve y clima, excepto en regiones tropicales o lluviosas o zonas muy desérticas. Es el cuarto tipo de suelo más abundante en el país. Son de profundidad variable. Cuando son profundos se utilizan para la agricultura de riego o temporal. 
La agricultura (47.2%) es el uso de suelo dominante en el municipio.

## Flora y fauna

### Flora
El Grullo incluye tres tipos de vegetación, selva. pastizal y bosque
La zona boscosa del municipio es realmente poca (representando el 4.2%), cubierta de la siguiente vegetación:
- bosques de encino en algunas partes
- partes altas cubiertas de pino
- laderas y lomas cubiertas con matorral subtropical espinoso y pasto de tierras improductivas

Por parte del bosque latifoliado esclerofilo caducifolio:
- encino 
  - Quercus obtusata[5]
  - Quercus mexicana[5]
  - Quercus rugosa[5]
  - Quercus laurina[5]
  - Quercus candicans[5]
- madroño
  - Arbutus xalapensis[5]
- pino avellano 
  - Pinus oocarpa[5]
- pino triste 
  - Pinus lumholtzii[5]
- pino lacio 
  - Pinus michoacana[5]

Con un estrato herbáceo compuesto principalmente por:
- liendrilla aparejo 
  - Muhlenbergia dumosa[5]
- liendrilla delgada 
  - Muhlenbergia leptoura[5]
- liendrilla ancha
  - Muhlenbergia macroura[5]
- Oxalis sp.[5]
- salvia 
  - Salvia guadalajarensis[5]
  - Salvia xalapensis[5]
- guía 
  - Desmodium occidentale[5]
- pelo de angel 
  - Calliandra eriophylla[5]
- jaral 
  - Baccharis heterophylla[5]

La selva representa el 34.9% del territorio del municipio la cual incluye la siguiente vegetación:
Por parte de la selva baja caducifolia:
- tepehuaje
  - Lysiloma acapulcence[5]
- tepemezquite
  - Lysiloma divarica[5]
- palo blanco
  - Eysenhardtia polystachya[5]
- Cuajiote
  - Bursera fagaroide[5]
  - Bursera grandifolia[5]
  - Bursera multijuga[5]
  - Bursera penicillata[5]
  - Bursera excelsa[5]
- hincha huevos
  - Pseudosmodingium perniciosum[5]
- ozote
  - Ipomoea arborea[5]
- palo bobo
  - Ipomoea intrapilosa[5]
- majagua
  - Heliocarpus donnell-smithii[5]
- pitayo
  - Lemaireocereus sp.[5]
- pochote
  - Ceiba aesculifolia[5]
- guaje
  - Leucaena glauca[5]
- jacalosuchil
  - Plumeria rubra[5]

Con un estrato bajo compuesto principalmente por gramíneas como:
- navajita banderilla 
  - Bouteloua curtipendula[5]
- navajita pelillo 
  - Bouteloua filiformis[5]
- zacate gusano
  - Setaria geniculata[5]
- gallo 
  - Chloris virgata[5]
- zacate tres aristas 
  - Aristida  ternipes[5]
- tres aristas perennes 
  - Aristida adscensionis[5]
- tres aristas abiertas 
  - Aristida divaricata[5]
- retorcido moreno 
  - Heteropogon contortus[5]
- grama negra
  - Hilaria cenchroides[5]

Por parte de la selva mediana subcaducifolia:
- higuera
  - Ficus padifolia[5]
  - Ficus cotinifolia[5]
  - Ficus glabrata[5]
- parota 
  - Enterolobium cyclocarpum[5]
- rosa morada 
  - Tabebuia rosea[5]
- cedro 
  - cedrela odorata[5]
- primavera 
  - Roseodendron donnell smithii[5]
- haba o jabilla 
  - Hura polyandra[5]
- guamuchil 
  - Pithecellobium dulce[5]
- ceiba 
  - Ceiba pentandra[5]

Así como un estrato herbáceo con: 
- guía
  - Desmodium occidentale[5]
  - Desmodium jaliscanum[5]
- grama 
  - Hilaria ciliata[5]
- grama 
  - Cynodon dactylon[5]

El pastizal representa el 10.0% del territorio del municipio la cual incluye la siguiente vegetación:
- navajita pelillo 
  - Bouteloua filiformis[5]
- zacate gusano
  - Setaria geniculata[5]
- zacate cabezón 
  - Paspalum sp.[5]
- pata de gallo 
  - Chlorisvirgata[5]
- liendrilla morada 
  - Muhlenbergia rigida[5]
- zacatón 
  - Sporobolus sp.[5]
- amor seco 
  - Eragrostis sp.[5]
- zacate aviador 
  - Rhynchelytrum roseum[5]

Sus recursos minerales son yacimientos de cobre y manganeso.
El subsuelo de El Grullo pertenece al período cuaternario y se compone de rocas sedimentarias, arenisca toba y arenisca conglomerado.
Predominan las zonas planas con alturas de 800 a 900 m s. n. m.; pocas son las zonas semiplanas entre los 900 y 1000 m s. n. m. Las zonas accidentadas tienen alturas de 1000 a 1700 m.
La principal corriente pluvial del municipio es el río Ayuquila que le sirve de límite con el municipio de Autlán de Navarro. Existen además los arroyos El Colomo, El Saucillo, Platanar, Capirote, más otros que solo tienen afluente en temporada de lluvias.
El municipio pertenece al sistema de riego de la presa Tacotán y Trigomil, conocido como “Sistema de riego Autlán - El Grullo”.
Los principales tipos de suelos son el feozem háplico y vertisol pélico; y como suelos asociados los de fluvisol y regosol eútrico.

### Fauna
Respecto a la fauna, predomina: 
- venado[6]
  - Odocoileus virginianus
- zorra[6][7]
  - Urocyon cinereoargenteus[7]
    - U. cinereoargenteus nigrirostris[8]
- leoncillo[6]
  - Herpailurus yagouaroundi
    - H. yagouaroundi tolteca[8]
- ardilla[6][7]
  - Notocitellus annulatus[7]
    - N. annulatus annulatus[8]

  - Sciurus colliaei[7]
    - S. colliaei nuchalis[8]

  - Otospermophilus variegatus[7]
- zorrillo[6][9]
  - Spilogale putorius[9]
- tlacuache[6]
  - Didelphis virginiana
    - D. virginiana californica[8]
- liebre[6]
  - Lepus callotis
    - L. callotis callotis[8]
- conejo[6][7]
  - Sylvilagus floridanus[7]
    - S. floridanus orizabae[8]

  - Sylvilagus cunicularius[7]
    - S. cunicularius insolitus[8]
- mapache[6][7]
  - Procyon lotor[7]
    - P. lotor hernandezii[8]
- jabalí[6]
  - Pecari tajacu
    - P. tajacu sonoriensis[8]
- gato montés[6][7]
  - Lynx rufus[7]
    - L. rufus escuinapae[8]
- tejón/coatí [6][7]
  - Nasua narica[7]
    - N. narica molaris[8]
- armadillo[6]
  - Dasypus novemcinctus
    - D. novemcinctus mexicanus[8]
- coyote[6]
  - Canis latrans
    - C. latrans vigilis[8]
- rata[7]
  - Hodomys alleni[7]
- murciélago[7][9]
  - Leptonycteris curasoae[9]
  - Artibeus jamaicensis[9][7]
  - Dermanura tolteca[9]
  - Sturnira lilium[9]
  - Myotis velifera[9]
  - Eptesicus fuscus[9][7]
  - Lasiurus borealis[9]
  - Molossus molossus[9]
  - Molossus aztecus[9]
  - Molossus sinaloae[9]
  - Tadarida brasiliensis[9]
  - Pteronotus davyi[9]
  - Pteronotus parnelli[9]
  - Balantiopteryx plicata[7]
  - Saccopteryx bilineata[7]
- comadreja[10]
  - Neogale frenata[10]
    - N. frenata leucoparia[8]
- víbora de cascabel
  - Crotalus basiliscus[7]
- codorniz
  - Colinus virginianus[7]
  - Phylortyx fasciatus[7]
- y otras especies menores

### Hidrografía
Los tipos de recursos hídricos del municipio están constituidos por aguas subterráneas, ríos y lagos. El territorio está ubicado dentro de 2 acuíferos de los cuales el 0% no tienen disponibilidad y el 100.0% se encuentra con disponibilidad de agua subterránea. 
El territorio municipal está dentro de las cuencas Canoas, Corcovado, El Rosario de las cuales el 100.0% tienen disponibilidad y el 0% presentan déficit de disponibilidad de agua superficial.

### Clima, temperatura y precipitación
La mayor parte del municipio de El Grullo (87.5%) tiene clima cálido subhúmedo. La temperatura media anual es de 23.3 °C, mientras que sus máximas y mínimas promedio oscilan entre 35 °C y 11.5 °C respectivamente. La precipitación media anual es de 899 mm.

## Áreas naturales protegidas
El Grullo alberga 1 área natural protegida con una superficie de 52.26 hectáreas (ha) lo que representa el 0.4% de todo el territorio municipal. Además, se cuenta con 0.2% de humedales. El ANP lleva por nombre Sierra de Manantlán.

## Sequía
A nivel municipal la sequía extrema es la que tiene una mayor distribución con un 45.3%, mientras que la moderada, severa y excepcional representan 22, 17 y 9 por ciento respectivamente a lo largo del territorio municipal.

## Demografía y localidades
Según el Censo de Población y Vivienda 2020, su población en ese año era de 25,920 personas; de las cuales el 48.7 por ciento eran hombres y 51.3 por ciento mujeres. Comparando este volumen poblacional con el del año 2015 (24, 312 habitantes), se observa que la población municipal aumentó un 6.61 por ciento en cinco años. 

### Localidades
En 2020 El Grullo contaba con 41 localidades, de éstas, 6 eran de dos viviendas y 20 de una. La localidad de El Grullo era la más poblada, con 22,738 personas, que representaban el 87.7% de la población del municipio; le seguía Ayuquila con el 3.5%, El Cacalote con el 2.6%, La Laja con el 2.2% y Las Pilas con el 1.3% del total municipal.
| Código INEGI      | Localidad         | Población (2020) |
| ----------------- | ----------------- | ---------------- |
| 140370001         | El Grullo         | 22738            |
| Otras localidades | Otras localidades | 3 182            |
| Total municipal   | Total municipal   | 25 920           |

## Migración
El índice de intensidad migratoria se ubicó en 62.4256, lo que significa un grado de intensidad migratoria Medio.

## Pobreza por carencia social
Respecto a las carencias sociales en 2020, destaca que el indicador de carencia por acceso a la seguridad social es el acceso a la seguridad social, con un 67.4 por ciento, que en términos absolutos representa 17,183 habitantes. En contraste, el que menos proporción de población presentó fue el de calidad y espacios de la vivienda, con el 11.2 por ciento. Otros indicadores como acceso a servicios de salud, rezago educativo, acceso a la alimentación y acceso a los servicios básicos de la vivienda se ubicaron en proporciones del 31, 17.5, 17.3 y 15 por ciento respectivamente.

## Infraestructura social y servicios públicos
El municipio cuenta con 16 servicios públicos, de los cuales destacan 39 escuelas, seguido de 19 templos e instalaciones deportivas o de recreación con 18.
La vivienda en el Municipio de El Grullo es un factor clave para el desarrollo de la sociedad; la autoridad competente del municipio trabaja en programas para la regularización y escrituración de predios. Además existen programas de fomento para la vivienda.
La mayoría de viviendas particulares cuentan con:
servicio de agua potable
servicio de drenaje
servicio de energía eléctrica.
El Grullo provee: 
servicios de seguridad
servicios de asistencia pública
Seguridad Pública
un cuerpo de bomberos.
El Estado de Jalisco instaló una base de Protección Civil y Bomberos, a cargo del mismo con participación en las regiones Sierra de Amula y Costa Sur.

## Servicios de salud
De acuerdo con los registros de la secretaría de salud, en el municipio se encuentran 9 unidades de servicio de salud como lo son consultorios, hospitales generales y especializados, oficinas administrativas, farmacias, laboratorios, unidades de medicina familiar, de especialidades médicas y móviles. De las cuales 6 corresponden a la Secretaría de Salud (SSJ), 1 unidad de salud es del Instituto Mexicano del Seguro Social (IMSS) y 1 módulo del Instituto de Seguridad y Servicios Sociales para los Trabajadores del Estado (ISSSTE). 
El Grullo cuenta con: 
Un Hospital Regional de Primer Contacto perteneciente a la Secretaría de Salud Jalisco
Un módulo de salud mental perteneciente a la Secretaría de Salud Jalisco
Un centro de salud urbano perteneciente a la Secretaría de Salud Jalisco
Una unidad de medicina familiar perteneciente al Instituto Mexicano del Seguro Social
Un centro de atención de la Cruz Roja
Una consultorio del ISSSTE
así como 10 consultorios particulares
Una Clínica de Salud Natural reconocida internacionalmente, por lo que El Grullo es considerado como la cuna del Naturismo contemporáneo en América Latina (Centro Naturista Daniel Arreola).
De la misma manera, la población de Ayuquila cuenta con un centro de salud rural, de primer nivel de atención en salud y las comunidades de El Aguacate, El Paloblanco, El Cacalote y Puerta de Barro se cuentan con casas de salud pertenecientes a la secretaría de salud.
Contando con un total de 10,441 habitantes derechohabientes a los servicios de salud que ofrecen el IMSS, el ISSSTE y otras instituciones gubernamentales y un total de 1971 familias beneficiadas con los servicios del Seguro Popular (aproximadamente).

## Educación
Un factor importante del desarrollo social es la educación. El Municipio cuenta con una población total de 23 857 habitantes, de los cuales la población mayor de 6 años se encuentra en condición de alfabetización. De la población total se estima que un 92.6 % saben leer y escribir y un 7.4 % se encuentran en un grado de analfabetismo.
El Grullo cuenta con una población de 19 397 habitantes mayores de 5 años en condición de asistencia escolar de los cuales: 
878 cursan el grado preescolar
9091 cursan el estudio primario
8136 cuentan con estudios posprimarios (secundaria y bachilletato)
1373 cuentan con un grado de profesionistas
59 con un posgrado
72 habitantes en condiciones de habla indígena.
En el municipio se cuentan con un total de 52 planteles educativos de los cuales son 
2 escuelas de educación especial
2 escuelas para niños inmigrantes
18 preescolares
21 primarias
3 secundarias
3 telesecundarias
3 bachilleratos
1 Instituto Tecnológico Superior
1 Escuela de Artes y Oficios para maestros (S.E.P.)
Para dar un total de 260 aulas, 15 bibliotecas escolares, 17 laboratorios escolares, 11 talleres escolares y 256 anexos.
Cuenta con 2 bibliotecas públicas, de las cuales una pertenece al Estado. También cuenta el municipio con un módulo de la Universidad Virtual perteneciente a la Universidad de Guadalajara, un Centro de Educación para los Adultos, una Plaza Comunitaria y un Centro de Computación perteneciente al Instituto Municipal de Atención a la Juventud (IMAJ.)

## Infraestructura de comunicaciones
Medios de comunicación:
El Municipio de El Grullo cuenta con servicios de telecomunicación por satélite, fibra óptica, redes de datos 3G, contando con los principales proveedores nacionales e internacionales de telefonía celular. Se cuenta también con los servicios de telégrafos, correo tradicional, periódico Expresión, televisión por cable, telefonía local. Recibe también servicio de la mayoría de las paqueterías como Estafeta, Serviporteo, Multipak, DHL y UPS.
Vías de comunicación:
El transporte terrestre del municipio se realiza por medio de la carretera federal número 80 Guadalajara – Barra de Navidad, en el entronque del 7 kilómetros a la ciudad.
También se cuentan con carreteras estatales a Autlán de Navarro, Ciudad Guzmán, Ejutla y Tuxcacuesco.

## Deportes

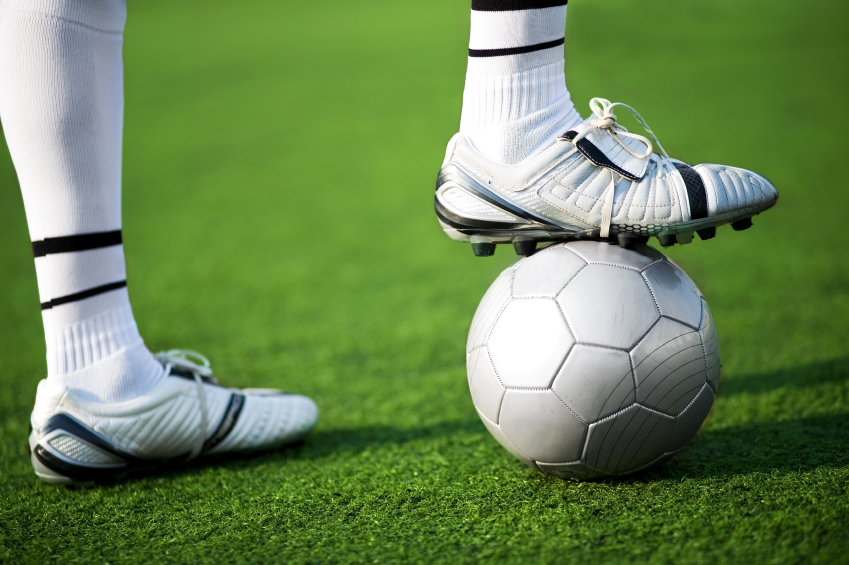
Fútbol

En el Grullo el deporte principal es el fútbol, ya que el municipio cuenta con 7 canchas municipales de fútbol empastadas, se cuenta con un estadio, y la cancha de Fútbol 7 de pasto artificial que se encuentra anexa al domo polideportivo de El Grullo. 

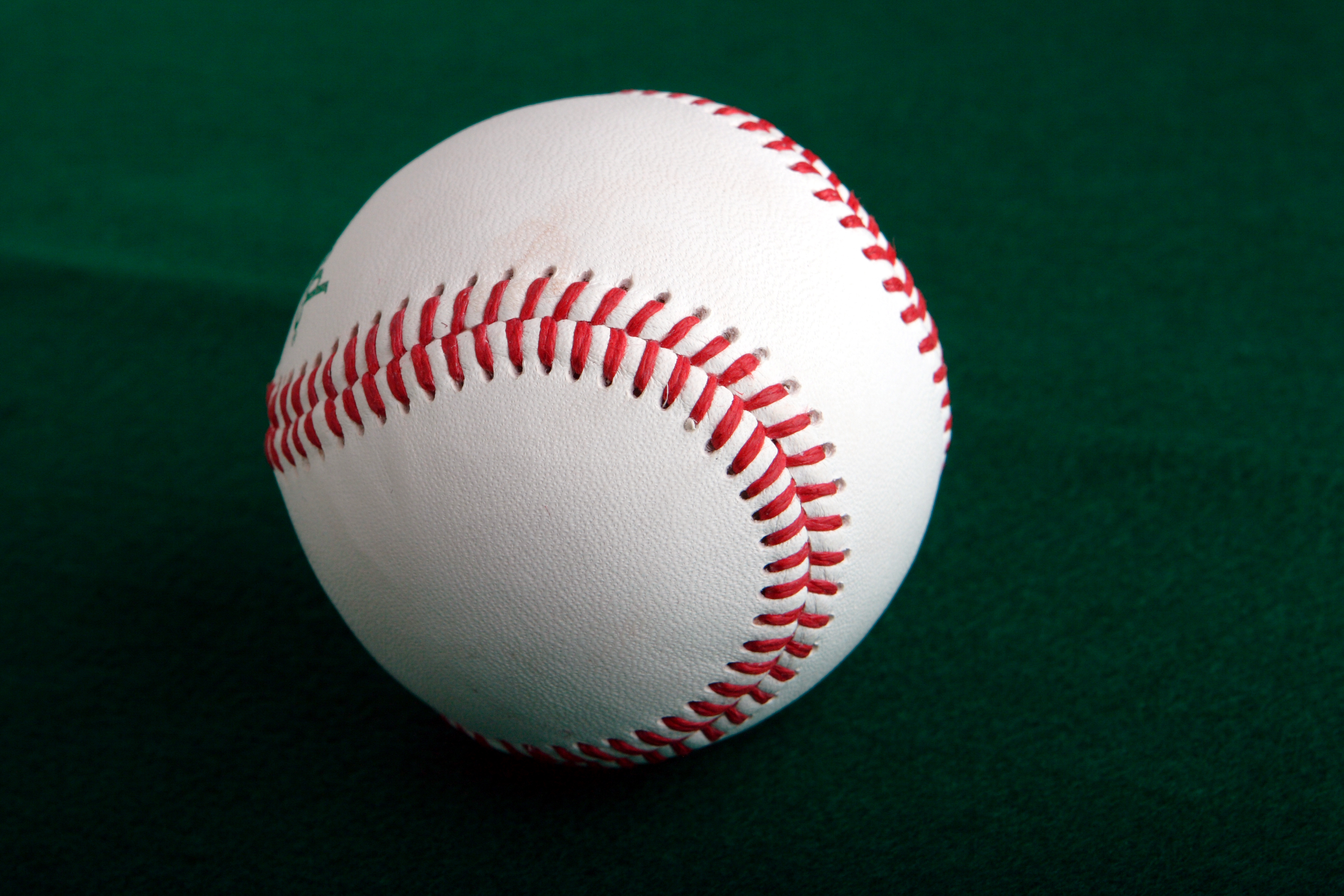
Béisbol

El segundo deporte, en cuanto a practicantes, es el béisbol del cual solo se cuenta con tres equipos y juegan en una liga de 6. Se Tiene un estadio, de los pocos que hay en Jalisco para este deporte.
También se juega el baloncesto, voleibol, tenis, frontón y una especialidad del municipio es el ciclismo de montaña.

## Economía y empleo
Conforme a la información del Directorio Estadístico Nacional de Unidades Económicas (DENUE) de INEGI, el municipio de El Grullo cuenta con 1,705 unidades económicas al mes de mayo de 2024 y su distribución por sectores revela un predominio de establecimientos dedicados a Servicios, siendo estos el 46.57% del total en el municipio.

### Empleos
Para junio de 2024 el IMSS reportó un total de 2,568 trabajadores asegurados, lo que representó para el municipio de El Grullo un incremento anual de 29 trabajadores en comparación con el mismo mes de 2023, debido al alza del registro de empleo formal de algunos de sus grupos económicos principalmente el de Compraventa de alimentos, bebidas y productos del tabaco. En función de los registros del IMSS el grupo económico que más empleos presentó dentro del municipio de El Grullo fue el de Compraventa de alimentos, bebidas y productos del tabaco, ya que en junio de 2024 registró un total de 516 trabajadores concentrando el 20.09% del total de asegurados en el municipio. El segundo grupo económico con más trabajadores asegurados fue el de Servicios financieros y de seguros (bancos, financieras, compañías de seguros, etc.), que para junio de 2024 registró 296 trabajadores asegurados que representan el 11.53% del total de trabajadores asegurados a dicha fecha. El tercer grupo con más registros ante el IMSS es el de Compraventa de materias primas, materiales y auxiliares con el 8.9%.

## Índice de desarrollo municipal (IDM)
El Grullo obtiene un desarrollo institucional Muy Alto con un IDM-I de 72.3.

## Promedio mensual de carpetas de investigación
Durante el periodo de junio 2023 a mayo de 2024, se abrieron un total de 374 carpetas de investigación con un promedio mensual de 31 carpetas abierta en donde la violencia familiar fue el delito más investigado.

## Cultura

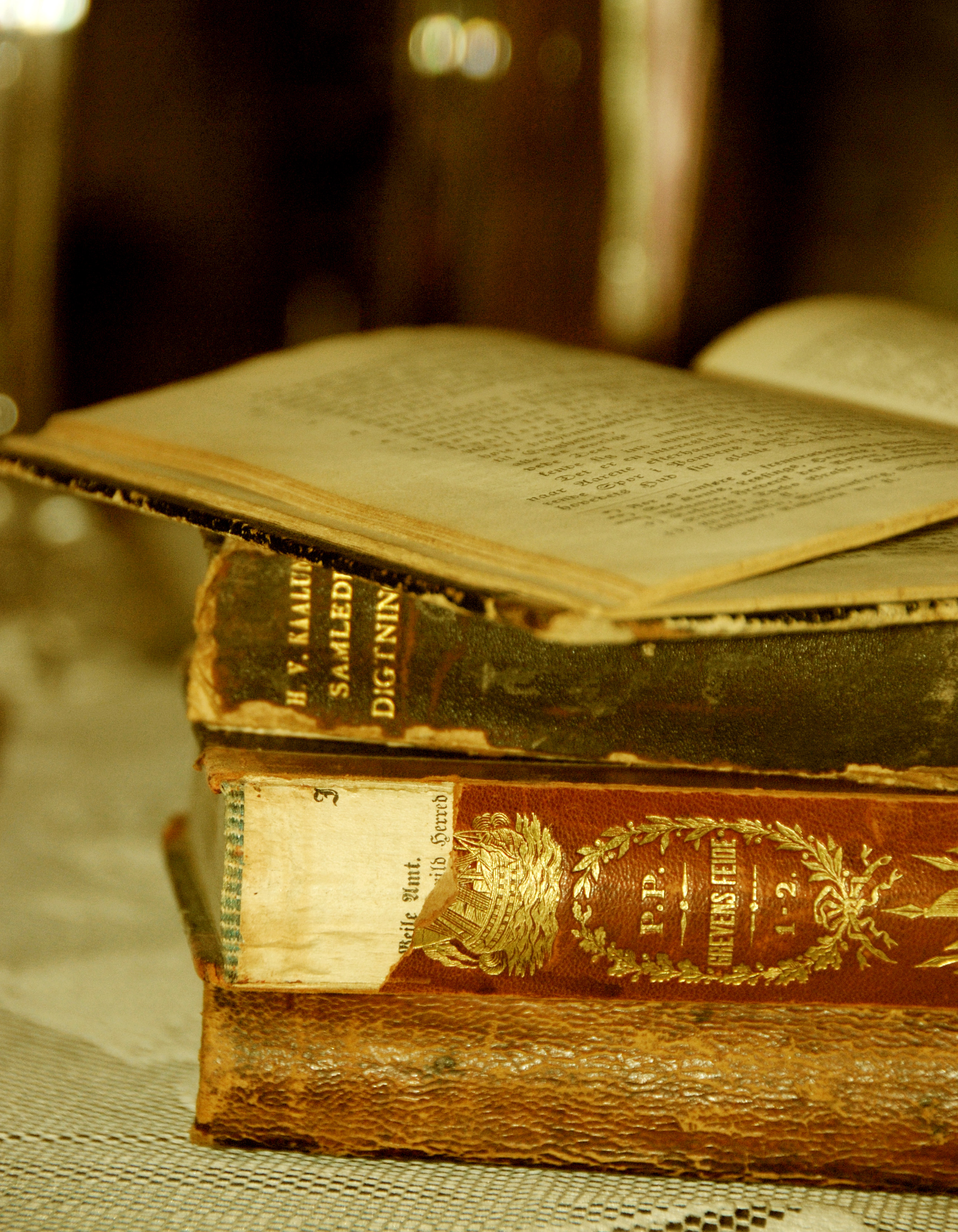
Cultura en El Grullo

La cultura es el pilar fundamental en el desarrollo social del municipio. Es por esta razón que en la ciudad se desarrollan varios talleres referentes a diversas actividades culturales.
Dentro de los eventos públicos, la Dirección de Cultura es la encargada de realizar Los Domingos Culturales, programa que acerca la cultura a nuestra población mediante eventos culturales de danza, música, teatro, etc., realizados en la explanada del jardín municipal.

## Turismo
El Municipio de El Grullo, Jalisco cuenta con poca diversidad turística, ya que es poca la extensión territorial del municipio, aunque tiene algunos sitios turísticos, actualmente se está buscando desarrollar programas turísticos que fomenten dicha actividad en áreas determinadas que se proponen como sitios de interés para los turistas tanto nacionales como extranjeros.
Dichas áreas son:
- Las Grutas de Cucuciapa
- El Cañón de la Laja
- Las Cascadas del Tigre y la Laja
- El Almud
- La zona megalítica y zona del silencio, conocida como "Guadalajarita" (Zona de perturbación electromagnética)
- Turismo Religioso, en la Parroquia central se encuentra sepultado el entonces nuncio apostólico de la Santa Sede, monseñor Luis Robles Días.

## Artesanías
En lo que se refiere a artesanías lo más representativo es la fabricación de: 
- Tejas
- Huaraches y sandalias
- Piezas de alfarería
- Sillas de montar
- Talabartería
- Carpintería.

## Gastronomía
Su gastronomía es variada y rica destacando las enchiladas estilo Grullo (pequeñas, planas y coronadas con una pieza de pollo), los chacales entomatados (langostino de río), las típicas carnitas estilo "Grullo" (resecas y con salsa aguada aparte). La bebida típica es la "lechuguilla" (fermentado de la misma planta). Los dulces típicos son las "marinas" (palanqueta horneada de cacahuate) y los merengues elaborados en el Convento de las Madres Adoratrices.

## Gobierno y asuntos públicos
El Grullo, es un municipio libre, base de la división territorial, política y administrativa. Administra su Hacienda Municipal la cual se forma de los rendimientos de los bienes, así como de las contribuciones y otros ingresos que las legislaturas establezcan a su favor y, en todo caso, percibirá las participaciones del Estado, del Gobierno Federal y los derivados de la prestación de servicios públicos a su cargo.
El municipio está encabezado por el presidente municipal, regidores y síndico, los cuales son electos por elección popular. Además por designación y aprobados por cabildo municipal, el secretario general, tesorero y jefe de Policía.
El presidente Municipal tiene una duración de tres años y tiene personalidad jurídica propia. No puede ser reelecto para el periodo inmediato.
El municipio de El Grullo, por medio del Ayuntamiento, posee la Facultad Reglamentaria en materia de Policía y Gobierno así como para la administración pública municipal, los procedimientos en áreas de su competencia, y sobre todo, los servicios públicos que corren a su cargo, a saber: producción y distribución de agua potable, alumbrado público, limpieza pública, mercados, panteones, rastros, calles, parques y jardines y seguridad pública.
Para el caso de Jalisco, los gobiernos municipales realizarán a través de autoridades auxiliares, las acciones del Ayuntamiento. Esta responsabilidad recae en las figuras de los Delegados y Agentes Municipales.
En El Grullo, existen Delegados Municipales en cada una de las comunidades que integran el municipio, en específico: La Laja, El Cacalote, Ayuquila, La Puerta de Barro, Las Pilas, El Paloblanco, El Tempizque, Cucuciapa y el Aguacate.

## Hermanamientos
La ciudad de El Grullo tiene Hermanamientos con 06 ciudades alrededor del mundo:
- Chiautempan, México (1966)[13]
- Tijuana, México (1998)[14]
- Zapopan, México (2006)[15]
- El Limón, México (2014)[16]
- Autlán de Navarro, México (2014)[16]